# Nagroda Brytyjskiej Akademii Filmowej dla najlepszego aktora drugoplanowego
Nagroda BAFTA dla najlepszego aktora drugoplanowego przyznawana jest od 1968 roku.

## Lista zwycięzców

### Lata 60
- 1968: Ian Holm – The Bofors Gun jako Flynn
  - Anthony Hopkins – Lew w zimie jako Ryszard I Lwie Serce
  - John McEnery – Romeo i Julia jako Merkucjo
  - George Segal – Nie traktuje się jak damy jako Morris Brummel
- 1969: Laurence Olivier – Och! Co za urocza wojenka jako John French
  - Jack Klugman – Żegnaj, Kolumbie jako Ben Patimkin
  - Jack Nicholson – Swobodny jeździec jako George Hanson
  - Robert Vaughn – Bullitt jako Chalmers

### Lata 70
- 1970: Colin Welland – Kes jako pan Farthing
  - Bernard Cribbins – Przygoda przyjeżdża pociągiem jako Albert Perks
  - John Mills – Córka Ryana jako Michael
  - Gig Young – Czyż nie dobija się koni? jako Rocky
- 1971: Edward Fox – Posłaniec jako Hugh Trimingham
  - Michael Gough – Posłaniec jako pan Maudsley
  - Ian Hendry – Dopaść Cartera jako Eric Paice
  - John Hurt – Dom przy Rillington Place 10 jako Timothy Evans
- 1972: Ben Johnson – Ostatni seans filmowy jako Sam Lew
  - Max Adrian – Boy Friend jako pan Max/Lord Hubert Brockhurst
  - Robert Duvall – Ojciec chrzestny jako Tom Hagen
  - Ralph Richardson – Lady Caroline Lamb jako Jerzy IV Hanowerski
- 1973: Arthur Lowe – Szczęśliwy człowiek jako pan Duff/Charlie Johnson/Dr Munda
  - Ian Bannen – Agresja jako Kenneth Baxter
  - Denholm Elliott – Dom lalki jako Nils Krogstad
  - Michael Lonsdale – Dzień Szakala jako Lebel
- 1974: John Gielgud – Morderstwo w Orient Expressie jako pan Beddoes
  - Adam Faith – Gwiezdny pył jako Mike Menary
  - John Huston – Chinatown jako Noah Cross
  - Randy Quaid – Ostatnie zadanie jako Larry Meadows
- 1975: Fred Astaire – Płonący wieżowiec jako Harlee Claiborne
  - Martin Balsam – Długi postój w Park Avenue jako Harold Longman
  - Burgess Meredith – Dzień szarańczy jako Harry Greener
  - Jack Warden – Szampon jako Lester Carp
- 1976: Brad Dourif – Lot nad kukułczym gniazdem jako Billy Bibbit
  - Martin Balsam – Wszyscy ludzie prezydenta jako Howard Simons
  - Michael Hordern – Pantofelek i róża jako Król
  - Jason Robards – Wszyscy ludzie prezydenta jako Benjamin C. Bradlee
- 1977: Edward Fox – O jeden most za daleko jako Generał Brian Horrocks
  - Colin Blackely – Jeździec jako Frank Strang
  - Robert Duvall – Sieć jako Frank Hackett
  - Zero Mostel – Figurant jako Hecky Brown
- 1978: John Hurt – Midnight Express jako Max
  - Gene Hackman – Superman jako Lex Luthor
  - Jason Robards – Julia jako Dashiell Hammett
  - François Truffaut – Bliskie spotkania trzeciego stopnia jako Claude Lacombe
- 1979: Robert Duvall – Czas apokalipsy jako Podpułkownik Bill Kilgore
  - Denholm Elliott – Saint Jack jako William Leigh
  - John Hurt – Obcy – ósmy pasażer Nostromo jako Kane
  - Christopher Walken – Łowca jeleni jako Nikanor Nick Chevotarevich

### Lata 80
- 1981: Ian Holm – Rydwany ognia jako Sam Mussabini
  - Denholm Elliott – Poszukiwacze zaginionej Arki jako Marcus Brody
  - John Gielgud – Artur jako Hobson
  - Nigel Hawers – Rydwany ognia jako Andrew Lindsay
- 1982: Jack Nicholson – Czerwoni jako Eugene O’Neill
  - Frank Finlay – Powrót żołnierza jako William Grey
  - Edward Fox – Gandhi jako Reginald Dyer
  - Roshan Seth – Gandhi jako Jawaharlal Nehru
- 1983: Denholm Elliott – Nieoczekiwana zmiana miejsc jako Coleman
  - Bob Hoskins – Konsul honorowy jako pułkownik Perez
  - Burt Lancaster – Biznesmen i gwiazdy jako Felix Happer
  - Jerry Lewis – Król komedii jako Jerry Langford
- 1984: Denholm Elliott – Prywatne zajęcia jako Charles Swaby
  - Michael Elphick – Park Gorkiego jako Pasza
  - Ian Holm – Greystoke: Legenda Tarzana, władcy małp jako Phillippe D’Arnot
  - Ralph Richardson – Greystoke: Legenda Tarzana, władcy małp jako hrabia Greystoke
- 1985: Denholm Elliott – Obrona królestwa jako Vernon Bayliss
  - James Fox – Podróż do Indii jako Richard Fielding
  - John Gielgud – Obfitość jako Leonard Darwin
  - Saeed Jaffrey – Moja piękna pralnia jako Nasser
- 1986: Ray McAnally – Misja jako Altamirano
  - Klaus Maria Brandauer – Pożegnanie z Afryką jako Bror Blixen
  - Simon Callow – Pokój z widokiem jako Arthur Beebe
  - Denholm Elliott – Pokój z widokiem jako pan Emmrson
- 1987: Daniel Auteuil – Jean de Florette jako Ugolin
  - Ian Bannen – Nadzieja i chwała jako dziadek George
  - Sean Connery – Nietykalni jako Jim Malone
  - John Thaw – Krzyk wolności jako Kruger
- 1988: Michael Palin – Rybka zwana Wandą jako Ken Pile
  - Joss Ackland – Biała intryga jako Jock Delves Broughton
  - Peter O’Toole – Ostatni cesarz jako Reginald Johnston
  - David Suchet – Świat na uboczu jako Muller
- 1989: Ray McAnally – Moja lewa stopa jako pan Brown
  - Marlon Brando – Sucha biała pora jako Ian McKenzie
  - Sean Connery – Indiana Jones i ostatnia krucjata jako Henry Jones Sr
  - Jack Nicholson – Batman jako Joker

### Lata 90
- 1990: Salvatore Cascio – Kino Paradiso jako Salvatore (młody)
  - Alan Alda – Zbrodnie i wykroczenia jako Lester
  - John Hurt – Pole jako The Bird O’Donnell
  - Al Pacino – Dick Tracy jako Alphonse Big Boy Caprice
- 1991: Alan Rickman – Robin Hood: Książę złodziei jako Szeryf z Nottingham
  - Alan Bates – Hamlet jako Klaudiusz
  - Derek Jacobi – Umrzeć powtórnie jako Franklyn Madson
  - Andrew Strong – The Commitments jako Deco Cuffe
- 1992: Gene Hackman – Bez przebaczenia jako Mały Bill Daggett
  - Jaye Davidson – Gra pozorów jako Dil
  - Tommy Lee Jones – JFK jako Clay Shaw
  - Samuel West – Powrót do Howards End jako Leonard Bast
- 1993: Ralph Fiennes – Lista Schindlera jako Amon Göth
  - Ben Kingsley – Lista Schindlera jako Itzhak Stern
  - John Malkovich – Na linii ognia jako Mitch Leary
  - Tommy Lee Jones – Ścigany jako Samuel Gerard
- 1994: Samuel L. Jackson – Pulp Fiction jako Jules Winnfield
  - Simon Callow – Cztery wesela i pogrzeb jako Gareth
  - John Hannah – Cztery wesela i pogrzeb jako Matthew
  - Paul Scofield – Quiz Show jako Mark Van Doren
- 1995: Tim Roth – Rob Roy jako Archibald Cunningham
  - Ian Holm – Szaleństwo króla Jerzego jako dr Willis
  - Martin Landau – Ed Wood jako Béla Lugosi
  - Alan Rickman – Rozważna i romantyczna jako Christopher Brandon
- 1996: Paul Scofield – Czarownice z Salem jako Thomas Danforth
  - John Gielgud – Blask jako Cecil Parkes
  - Edward Norton – Lęk pierwotny jako Aaron Stampler
  - Alan Rickman – Michael Collins jako Éamon de Valera
- 1997: Tom Wilkinson – Goło i wesoło jako Gerald
  - Mark Addy – Goło i wesoło jako Dave
  - Rupert Everett – Mój chłopak się żeni jako George Downes
  - Burt Reynolds – Boogie Nights jako Jack Horner
- 1998: Geoffrey Rush – Zakochany Szekspir jako Philip Henslowe
  - Ed Harris – Truman Show jako Christof
  - Geoffrey Rush – Elizabeth jako Francis Walsingham
  - Tom Wilkinson – Zakochany Szekspir jako Hugh Fennyman
- 1999: Jude Law – Utalentowany pan Ripley jako Dickie Greenleaf
  - Wes Bentley – American Beauty jako Ricky Fitts
  - Michael Caine – Wbrew regułom jako Wilbur Larch
  - Rhys Ifans – Notting Hill jako Spike
  - Timothy Spall – Topsy-Turvy jako Richard Temple

### 2000–2009
- 2000: Benicio del Toro – Traffic jako Javier Rodriguez
  - Albert Finney – Erin Brockovich jako Edward Masry
  - Gary Lewis – Billy Elliot jako pan Elliot
  - Joaquin Phoenix – Gladiator jako Kommodus
  - Oliver Reed – Gladiator jako Proximo
- 2001: Jim Broadbent – Moulin Rouge! jako Harold Zidler
  - Hugh Bonneville – Iris jako młody John Bayley
  - Robbie Coltrane – Harry Potter i Kamień Filozoficzny jako Rubeus Hagrid
  - Colin Firth – Dziennik Bridget Jones jako Mark Darcy
  - Eddie Murphy – Shrek jako Osioł (głos)
- 2002: Christopher Walken – Złap mnie, jeśli potrafisz jako Frank Abagnale Sr
  - Chris Cooper – Adaptacja jako John Laroche
  - Ed Harris – Godziny jako Richard Brown
  - Alfred Molina – Frida jako Diego Rivera
  - Paul Newman – Droga do zatracenia jako John Rooney
- 2003: Bill Nighy – To właśnie miłość jako Billy Mack
  - Paul Bettany – Pan i władca: Na krańcu świata jako Stephen Maturin
  - Albert Finney – Duża ryba jako Ed Bloom (stary)
  - Ian McKellen – Władca Pierścieni: Powrót króla jako Gandalf
  - Tim Robbins – Rzeka tajemnic jako Dave Boyle
- 2004: Clive Owen – Bliżej jako Larry
  - Alan Alda – Aviator jako Ralph Owen Brewster
  - Phil Davis – Vera Drake jako Stan
  - Jamie Foxx – Zakładnik jako Max Durocher
  - Rodrigo de la Serna – Dzienniki motocyklowe jako Alberto Granado
- 2005: Jake Gyllenhaal – Tajemnica Brokeback Mountain jako Jack Twist
  - Don Cheadle – Miasto gniewu jako Graham Waters
  - George Clooney – Good Night, and Good Luck jako Fred W. Friendly
  - George Clooney – Syriana jako Bob Barnes
  - Matt Dillon – Miasto gniewu jako John Ryan
- 2006: Alan Arkin – Mała miss jako Edwin Hoover
  - James McAvoy – Ostatni król Szkocji jako Nicholas Garrigan
  - Jack Nicholson – Infiltracja jako Frank Costello
  - Leslie Phillips – Venus jako Ian
  - Michael Sheen – Królowa jako Tony Blair
- 2007: Javier Bardem – To nie jest kraj dla starych ludzi jako Anton Chigurh
  - Paul Dano – Aż poleje się krew jako Eli Sunday
  - Philip Seymour Hoffman – Wojna Charliego Wilsona jako Gust Avrakotos
  - Tommy Lee Jones – To nie jest kraj dla starych ludzi jako Ed Tom Bell
  - Tom Wilkinson – Michael Clayton jako Arthur Edens
- 2008: Heath Ledger – Mroczny Rycerz jako Joker
  - Robert Downey Jr. – Jaja w tropikach jako Kirk Lazarus
  - Brendan Gleeson – Najpierw strzelaj, potem zwiedzaj jako Ken
  - Philip Seymour Hoffman – Wątpliwość jako ksiądz Brendan Flynn
  - Brad Pitt – Tajne przez poufne jako Chad Feldheimer
- 2009: Christoph Waltz – Bękarty wojny jako pułkownik Hans Landa
  - Alec Baldwin – To skomplikowane jako Jacob Adler
  - Christian McKay – Ja i Orson Welles jako Orson Welles
  - Alfred Molina – Była sobie dziewczyna jako Jack Miller
  - Stanley Tucci – Nostalgia anioła jako George Harvey

### 2010–2019
- 2010: Geoffrey Rush – Jak zostać królem jako Lionel Logue
  - Christian Bale – Fighter jako Dicky Eklund
  - Andrew Garfield – The Social Network jako Eduardo Saverin
  - Pete Postlethwaite – Miasto złodziei jako Fergie Colm
  - Mark Ruffalo – Wszystko w porządku jako Paul Hatfield
- 2011: Christopher Plummer – Debiutanci jako Hal Fields
  - Jim Broadbent – Żelazna Dama jako Denis Thatcher
  - Kenneth Branagh – Mój tydzień z Marilyn jako Laurence Olivier
  - Jonah Hill – Moneyball jako Peter Brand
  - Philip Seymour Hoffman – Idy marcowe jako Paul Zara
- 2012: Christoph Waltz – Django jako King Schultz
  - Alan Arkin – Operacja Argo jako Lester Siegel
  - Javier Bardem – Skyfall jako Raoul Silva
  - Philip Seymour Hoffman – Mistrz jako Lancaster Dodd
  - Tommy Lee Jones – Lincoln jako Thaddeus Stevens
- 2013: Barkhad Abdi – Kapitan Phillips jako Abduwali Muse
  - Daniel Brühl – Wyścig jako Niki Lauda
  - Bradley Cooper – American Hustle jako Richard DiMaso
  - Matt Damon – Wielki Liberace jako Scott Thorson
  - Michael Fassbender – Zniewolony. 12 Years a Slave jako Edwin Epps
- 2014: J.K. Simmons – Whiplash jako Terrence Fletcher
  - Steve Carell – Foxcatcher jako John du Pont
  - Ethan Hawke – Boyhood jako Mason Evans Sr.
  - Edward Norton – Birdman jako Mike Shiner
  - Mark Ruffalo – Foxcatcher jako David Schultz
- 2015: Mark Rylance – Most szpiegów jako Rudolf Abel
  - Christian Bale – Big Short jako Michael Burry
  - Benicio del Toro – Sicario jako Alejandro Gillick
  - Idris Elba – Beasts of No Nation jako dowódca
  - Mark Ruffalo – Spotlight jako Michael Rezendes
- 2016: Dev Patel – Lion. Droga do domu jako Saroo Brierley
  - Mahershala Ali – Moonlight jako Juan
  - Jeff Bridges – Aż do piekła jako Marcus Hamilton
  - Hugh Grant – Boska Florence jako St. Clair Bayfield
  - Aaron Taylor-Johnson – Zwierzęta nocy jako Ray Marcus
- 2017: Sam Rockwell – Trzy billboardy za Ebbing, Missouri jako Jason Dixon
  - Willem Dafoe – Projekt Floryda jako Bobby Hicks
  - Hugh Grant – Paddington 2 jako Phoenix Buchanan
  - Woody Harrelson – Trzy billboardy za Ebbing, Missouri jako Bill Willoughby
  - Christopher Plummer – Wszystkie pieniądze świata jako J. Paul Getty
- 2018: Mahershala Ali – Green Book jako Don Shirley
  - Timothée Chalamet – Mój piękny syn jako Nic Sheff
  - Adam Driver – Czarne bractwo. BlacKkKlansman jako Flip Zimmerman
  - Sam Rockwell – Vice jako George W. Bush
  - Richard E. Grant – Czy mi kiedyś wybaczysz? jako Jack Hock
- 2019: Brad Pitt – Pewnego razu... w Hollywood jako Cliff Booth
  - Tom Hanks – Cóż za piękny dzień jako Fred Rogers
  - Anthony Hopkins – Dwóch papieży jako Benedykt XVI
  - Al Pacino – Irlandczyk jako Jimmy Hoffa
  - Joe Pesci – Irlandczyk jako Russell Bufalino

### 2020–2029
- 2020[1]: Daniel Kaluuya –  Judasz i Czarny Mesjasz jako Fred Hampton
  - Barry Keoghan – Calm with Horses jako Dymphna
  - Alan Kim – Minari jako David Yi
  - Leslie Odom Jr. – Pewnej nocy w Miami...  jako Sam Cooke
  - Clarke Peters – Pięciu braci jako Otis
  - Paul Raci – Dźwięk metalu jako Joe
- 2021[2]: Troy Kotsur – CODA jako Frank Rossi
  - Mike Faist – West Side Story jako Riff
  - Ciarán Hinds – Belfast jako Pop
  - Woody Norman – C’mon C’mon jako Jesse
  - Jesse Plemons – Psie pazury jako George Burbank
  - Kodi Smit-McPhee – Psie pazury jako Peter Gordon

- 2022[3]: Barry Keoghan – Duchy Inisherin jako Dominic Kearney
  - Brendan Gleeson – Duchy Inisherin jako Colm Doherty
  - Ke Huy Quan – Wszystko wszędzie naraz jako Waymond Wang
  - Eddie Redmayne – Dobry opiekun jako Charlie Cullen
  - Albrecht Schuch – Na Zachodzie bez zmian jako Stanislaus "Kat" Katczinsky
  - Michael Ward – Imperium światła jako Stephen

- 2023: Robert Downey Jr. – Oppenheimer jako Lewis Strauss
  - Robert De Niro – Czas krwawego księżyca jako William Hale
  - Jacob Elordi – Saltburn jako Felix Catton
  - Ryan Gosling – Barbie jako Ken
  - Paul Mescal – Dobrzy nieznajomi jako Harry
  - Dominic Sessa – Przesilenie zimowe jako Angus Tully

- 2024: Kieran Culkin – Prawdziwy ból jako Benji Kaplan
  - Jurij Borisow – Anora jako Igor
  - Clarence Maclin – Sing Sing jako on sam
  - Edward Norton – Kompletnie nieznany jako Pete Seeger
  - Guy Pearce – The Brutalist jako Harrison Lee Van Buren
  - Jeremy Strong – Wybraniec jako Roy Cohn